# Хельсингёр
Хельсингёр (дат. Helsingør [hɛlseˈŋøɔ̯ˀ] , англ. Elsinore — Эльсинор или Эльсингёр, ранее иногда — Гельсинор) — город в Дании. Расположен на северо-восточном побережье острова Зеландия. Всемирно известен как место действия пьесы Уильяма Шекспира «Гамлет, принц датский». Центр одноимённого муниципалитета.

## География
Расположен на западном берегу самого узкого места пролива Эресунн, напротив шведского Хельсингборга (автомобильный паром курсирует через пролив с интервалом 20 минут). Через город проходит европейская автотрасса E55.

## Этимология
Название Хельсингёр происходит от корня *Hals, означающего «горло», «узкий пролив», отсылающего к расположению города.

## История
Датская хроника «Rerum Danimarcum Historica» 1631 года утверждает, что Хельсинборг существовал ещё в 70 году до н. э., но это утверждение очень сомнительно. Впервые город под названием Helsinger был упомянут в книге 1231 года во времена правления короля Вальдемара II. До средних веков здесь существовал рынок. В 1200 году была построена первая церковь, которую позднее окружали несколько монастырей. В настоящее время сохранились только церкви Святого Олава и Святой Марии.
Хельсингёр, дошедший до наших дней, был основан в 1420-е годы датским королём Эриком Померанским. В 1429 году он построил замок Кроген, который был расширен в 1580-е и переименован в Кронборг.
Замок Кронборг является главной достопримечательностью города. Внутри замка и во дворе несколько раз ставился спектакль «Гамлет».

## Промышленность
Металлургия; машиностроение; судостроение; пищевая, текстильная промышленность. В городе расположены производства следующих компаний:
- AG Kühnle, Kopp & Kausch — компрессоры.

## Известные личности, связанные с Хельсингёром
- В городе родился известный художник Эберхард Кейль.
- В 1829 г. в городе родился известный физик Людвиг В. Лоренц.
- В 1658—1667 гг. в церкви Св. Марии работал один из крупнейших немецких композиторов XVII века Дитрих Букстехуде.

## Города-побратимы
- Вааса (фин. Vaasa), Финляндия
- Пярну (эст. Pärnu), Эстония
- Рюэй-Мальмезон (фр. Rueil-Malmaison), Франция
- Сан-Ремо (итал. Sanremo), Италия
- Уумманнак (дат. Uummannaq), Гренландия
- Харстад (норв. Harstad), Норвегия
- Гданьск (пол. Gdańsk), Польша